# سالم قبوس
سالم صلاح قبوس لاعب كرة قدم سعودي ، يلعب في حارس مرمى في نادي العلا.

## مسيرة اللاعب
لعب في نادي جدة ونادي أحد ونادي العلا.